# Ла-Фрейер (станция)
Ла-Фрейер (фр. Gare de La Frayère) — железнодорожная станция линии Канны-Ла-Бокка — Грас. Расположена в Ла-Бокка — районе города Канны, на улице Франсуа Тюби (фр. av. François Tuby). Находится между станцией Ле-Боске и станцией Рангин.
Оператор станции — Национальное общество французских железных дорог (SNCF). Станция обслуживает движение поездов TER.